# Cercospora smilacis
Cercospora smilacis är en svampart som beskrevs av Thüm. 1879. Cercospora smilacis ingår i släktet Cercospora och familjen Mycosphaerellaceae.   Inga underarter finns listade i Catalogue of Life.